# Камба
Камба (Вакамба) је назив за Банту етничку групу која је настањена у полусухој Источној провинцији Кеније. Камбе живе на простору од Најробија ка истоку до Цавоа на југу и Ембуа на северу. Ова земља се зове Укамбани или земља Камби. Зависно од извора, они представљају трећу или пету највећу етничку групу у Кенији. Говоре Кикамба језиком. Камбе су се доселили у данашњу домовину током векова миграција с југа. Када су се населили на висоравнима, њихов број је порастао. Трговина с Кикујуима се такође водила преко Камби у сухим низијама. Трговина је била у облику трампе локално произведених добара као медицинских амулета (магини), пива, алата и оружја за храну са висоравни. Ову трговачку мрежу су преузели трговци слоновачом у 18. и 19. веку. Камбе су служили као посредници између обалских арапских Свахили трговаца и племена у унутрашњости. Њихова трговања и путовања учинила су их идеалним водичима за караване који су водили робове за блискоисточна и индијска тржишта. Рани европски истраживачи такође су их користили као водиче у својим експедицијама. Баш као и Масаи и Кикују, Камбе верују у монотеистичког бога званог Нгаи. Отпор Камби према колонијализму био је углавном ненасилан.